# Józefowo (powiat płoński)
Józefowo – wieś sołecka w Polsce położona w województwie mazowieckim, w powiecie płońskim, w gminie Joniec.
W pobliżu  wsi przebiega linia kolejowa nr 27 Nasielsk – Toruń Wschodni z przystankiem Wkra.
W latach 1975–1998 miejscowość należała administracyjnie do województwa ciechanowskiego.